# Charles Gross
Charles Gross (* 13. Mai 1934 in Boston, Massachusetts) ist ein US-amerikanischer Komponist.

## Leben
Charles Gross studierte nach seinem Bachelorabschluss an der Harvard University noch am New England Conservatory und am Mills College, wo er anschließend auch noch unterrichtete. Während seiner Zeit in der United States Army war er Arrangeur der West Point Band. Nachdem er 1963 für die Oscarprämierte Dokumentation Robert Frost: A Lover’s Quarrel with the World die Musik komponierte, war Gross in den folgenden Jahrzehnten vor allen Dingen als Filmkomponist für Fernsehfilme wie Das brennende Bett, Brennendes Schicksal und A Family Thing – Brüder wider Willen bekannt.

## Filmografie (Auswahl)
- 1963: Robert Frost: A Lover’s Quarrel with the World
- 1966: Die Clique (The Group)
- 1971: Valdez (Valdez Is Coming)
- 1973: Brocks letzter Fall (Brock’s Last Case)
- 1973: Mr. Inside/Mr. Outside
- 1976: Die zehnte Stufe (The Tenth Level)
- 1978: Alptraum hinter Gittern (On the Yard)
- 1978: Der Fluch des Hauses Dain (The Dain Curse)
- 1978: Blue Sunshine
- 1979: Es führt kein Weg zurück (You Can’t Go Home Again)
- 1979: Land meines Herzens (Heartland)
- 1980: Stoßtrupp durch die grüne Hölle (A Rumor of War)
- 1981: Was machst du, wenn du einen Elefanten triffst? (When the Circus Came to Town)
- 1982: Dies ist mein Kind! (My Body, My Child)
- 1982: Mein großer Bruder (Something So Right)
- 1983: Das Drogen-Syndikat (China Rose)
- 1983: Mission Nordpol (Cook & Peary: The Race to the Pole)
- 1983: Sessions – Modell bei Tag und Nacht (Sessions)
- 1983: Flucht in den Tod (Hosszú vágta)
- 1984: Das brennende Bett (The Burning Bed)
- 1984: Nick sitzt in der Klemme (Terrible Joe Moran)
- 1984: Rettet den Weihnachtsmann (The Night They Saved Christmas)
- 1985: Sweet Dreams
- 1985: Merlin und das Schwert (Arthur the King)
- 1986: Die Trennung (Between Two Women)
- 1986: Justice – Die letzte Instanz bin ich (Vengeance: The Story of Tony Cimo)
- 1986: Mord in der Rue Morgue (The Murders in the Rue Morgue)
- 1986: Ungewollt schwanger (Choices)
- 1987: Das gebrochene Gelübde (Broken Vows)
- 1987: Der Tötungsbefehl (At Mother’s Request)
- 1987: P.O.W. – Prisoner of War (In Love and War)
- 1988: Die Nacht der Dämonen (Apprentice to Murder)
- 1988: Drei Rentner bügeln alles nieder (Side by Side)
- 1988: Im Zweifel für das Leben (Leap of Faith)
- 1988: Punchline – Der Knalleffekt (Punchline)
- 1989: Brennendes Schicksal (No Place Like Home)
- 1989: Scott & Huutsch (Turner & Hooch)
- 1989: Tote lieben besser (Third Degree Burn)
- 1990: Air America
- 1991: Das andere Ich (Another You)
- 1991: Und es gab nur einen Zeugen (Eyes of a Witness)
- 1992: Im Schatten eines Mörders (In the Shadow of a Killer)
- 1993: Ticket in den Tod (Passport to Murder)
- 1994: Der gute König (Good King Wenceslas)
- 1995: Die Erinnerung bringt den Tod (Awake to Danger)
- 1996: A Family Thing – Brüder wider Willen (A Family Thing)

## Auszeichnungen
Daytime Emmy Award
- 1979: Auszeichnung in der Kategorie Outstanding Individual Achievement in Children's Programming für NBC Special Treat

ASCAP Film and Television Music Awards
- 1990: Auszeichnung in der Kategorie Top Box Office Films für Scott & Huutsch